# Moose Krause
Edward Walter Krause, detto Moose (Chicago, 2 febbraio 1913 – South Bend, 11 dicembre 1992), è stato un cestista, giocatore di football americano, allenatore di pallacanestro e allenatore di football americano statunitense.

## Biografia
Figlio di immigrati lituani, il suo nome alla nascita era Edward Walter Kriaučiūnas.
È entrato nella storia della pallacanestro, essendo stato inserito nel Naismith Memorial Basketball Hall of Fame come giocatore nel 1976. A causa del suo strapotere fisico, indusse la lega ad inserire la regola dei tre secondi offensivi nel 1932, così da limitare il Basketball Giant. Moose pur essendo  solo  6,3 piedi (192 cm) era ai suoi tempi uno dei più imponenti giocatori di basket.
Anche il fratello Phil era un cestista, che giocò e vinse due Campionati europei maschili da giocatore, e un argento all'Europeo femminile come allenatore della Lituania.